# 普法尔茨-茨韦布吕肯
普法爾茨-茨韋布呂肯（德語：Pfalz-Zweibrücken），維特爾斯巴赫家族的分支，屬於維特爾斯巴赫家族的長系（普法爾茨系）。
1444年，普法爾茨-錫門-茨韋布呂肯伯爵斯特凡的第四子路德維希從父親手中獲得茨韋布呂肯伯國，成為第一任普法爾茨-茨韋布呂肯伯爵。1557年，伯爵沃尔夫冈從選侯奧托·海因里希手中獲得普法爾茨-諾伊堡；當沃尔夫冈去世後，領地分為普法爾茨-諾伊堡、原本的普法爾茨-茨韋布呂肯和茨韋布呂肯-比肯費爾德。

## 普法爾茨-茨韋布呂肯伯爵
1. 路德維希一世
2. 亞歷山大
3. 路德維希二世
4. 沃尔夫冈
5. 約翰一世
6. 約翰二世
7. 腓特烈
8. 腓特烈·路德維希

約翰一世的孫子卡爾·古斯塔夫因母親是瑞典公主，於1654年成為瑞典國王，建立瑞典的普法爾茨-茨韋布呂肯王朝。當腓特烈·路德維希於1681年去世時，瑞典國王卡爾十一世得以繼承普法爾茨-茨韋布呂肯。1731年普法爾茨-茨韋布呂肯絕嗣，由茨韋布呂肯-比肯費爾德繼承，後者於1806年成為巴伐利亞王國的王室。